# Skatten i träskslottet
Skatten i träskslottet (ungerska: Szaffi) är en ungersk animerad film från 1984 regisserad av Attila Dargay som bygger på novellen Sáffi av Mór Jókai från 1885. Filmen utspelar sig under tidigt av 1800-tal.
Manuset skrevs av Dargay, József Nepp och József Romhányi och musiken komponerades av Tamás Daróci Bárdos med efter Johann Strauss den yngres melodier. Filmen producerades av Pannónia Filmstúdió och distribuerades i Ungern av MOKÉP.

## Handling
Filmen utspelar sig på 1800-talet, då huset Habsburg beslutar att utvisa turkarna från Ungern. Sophie, dotter till Ahmed Pasha, och Jónás, son till Gáspár Botsinkay, en ungersk slottsherre, är förälskade i varandra sedan barnsben och är förlovade. Men under kriget måste familjen Botsinkay och turkarna fly, så de begraver en skattkista på gården till Botsinkays slott. Lilla Sophie går vilse när hon rymmer hemifrån och hittas av en konstig liten gammal kvinna som döper henne Szaffy efter sin katt och uppfostrar henne som sitt eget barn. Jónás återvänder som ung man till sin fars egendom och spårar upp den gömda skatten. Men inte bara Jónás vill hitta skatten, det vill nämligen också de friåkande profitörerna. Under tiden träffar pojken Szaffi igen...

## Rollista
- András Kern – Jónás
- Judit Pogány – Szaffi
- Hilda Gobbi – Cafrinka
- György Bárdy – guvernör Feuerstein
- Gábor Maros – Puzzola
- Ferenc Zenthe – Botsinkay
- József Képessy – Ahmed
- Judit Hernádi – Arzéna
- László Csákányi – Loncsár
- Sándor Suka – Eugen av Savojen
- András Márton – adjutant
- János Gálvölgyi – vessla / portvakt / papegoja / Gazsi
- Zoltán Gera – hovmästare Loncsár
- Gellért Raksányi – gatmästare

### Svenska röster
- Tomas Bolme
- Elisabeth Nordkvist
- Robert Sjöblom
- Benny Haag
- Åke Lindström
- Regi och översättning – Tomas Bolme[5]